# خواهرم، عشقم
خواهرم، عشقم (سوئدی: Syskonbädd 1782) فیلمی در ژانر درام به کارگردانی ویلگوت خومان است که در سال ۱۹۶۶ منتشر شد. از بازیگران آن می‌توان به بیبی آندرشون، پر اسکارشون، یارل کوله، تینا هدستروم و گونار بیورنستراند اشاره کرد. این فیلم از تراژدی افسوس که او یک فاحشه است (۱۶۳۳) اثر جان فورد الهام گرفته شده‌است.

## خلاصهٔ داستان
سوئد در سال ۱۷۸۲. نجیب‌زادهٔ جوانی به نام ژاکوب (پر اسکارشون) از فرانسه به خانه و خواهر گرامی خود شارلوت (بیبی آندرشون) که با بارون آلسامدن (یارل کوله) نامزد کرده‌است، بازمی‌گردد. رابطهٔ نزدیک خواهر و برادر به رابطهٔ جنسی تبدیل می‌شود و با ترس از اینکه افشای بارداری شارلوت باعث شود جامعه آن‌ها را طرد کند، عشاق در نهایت تصمیم به جدایی می‌گیرند، جیکوب تصمیم می‌گیرد در صورت مهیا شدن ازدواج شارلوت با بارون کشور را ترک کند.

## بازیگران
- بیبی آندرشون – شارلوت
- پر اسکارشون – ژاکوب
- یارل کوله – کارل اولریک آلسمدن
- تینا هدستروم – ابا لیوین
- گونار بیورنستراند – کنت شوارتز
- رون لیندشتروم – ساموئل زاخاریاس استورک

## سانسور
هنگامی که این فیلم با عنوان «Syskonbädd 1782» برای اولین بار در ایتالیا در سال ۱۹۷۱ منتشر شد، کمیته بررسی تئاتر وزارت میراث فرهنگی و فعالیت‌های ایتالیا آن را VM18 رتبه‌بندی کرد: برای کودکان زیر ۱۸ سال مناسب نیست. این کمیته علاوه بر این، حذف صحنه زیر را تحمیل کرد: صحنه‌ای که در آن جیکوب با دو زن برهنه در رختخواب است.
کمیسیون اعلام کرد که این فیلم از ارزش هنری بالایی برخوردار است و اجازه نمی‌دهد عناصر تحریک‌کننده از روایت (که در مورد رابطهٔ بیمارگونه بین خواهر و برادر است) بیرون بیاید. برعکس، فیلم دارای یک پایان اخلاقی خوب است که در آن شخصیت زن در حالی که ثمره عشق گناه‌آلود خود را به دنیا می‌آورد با مرگ مجازات می‌شود. سند شماره ۴۹۵۸۷ برای آن در ۲۸ اوت ۱۹۶۷ توسط وزیر آدولفو سارتی امضا شد.